# Titulcia
Titulcia bezeichnet einen Ort und eine Gemeinde (municipio) mit 1.387 Einwohnern (Stand: 2024) im Südosten der Autonomen Gemeinschaft Madrid in Zentralspanien. Die katholische Kirchengemeinde gehört zum Bistum Alcalá de Henares.

## Lage und Klima
Der Ort Titulcia liegt auf einem Hügel beim Zusammenfluss des Río Tajuña und des Río Jarama im Süden der Autonomen Gemeinschaft Madrid in einer Höhe von ca. 510 m. Die Entfernung zur nördlich gelegenen Hauptstadt Madrid beträgt knapp 42 km (Fahrtstrecke). Das Klima ist gemäßigt bis warm; die eher geringen Niederschläge (ca. 410 mm/Jahr) fallen überwiegend im Winterhalbjahr.

## Bevölkerungsentwicklung
| Jahr      | 1857 | 1900 | 1950 | 2000 | 2019  |
| Einwohner | 412  | 467  | 804  | 940  | 1.313 |

Das seit den 1950er Jahren anhaltende Bevölkerungswachstum des Ortes ist im Wesentlichen auf die relative Nähe zum Großraum Madrid zurückzuführen.

## Wirtschaft
Die Gemeinde lebte jahrhundertelang ausschließlich vom Getreideanbau (Gerste und Weizen), der hauptsächlich zur Selbstversorgung betrieben wurde; der Anbau von Oliven und Wein (Vinos de Titulcia) spielt bis heute eine große Rolle. Auch Viehhaltung (Schafe, Ziegen, Hühner) fand in geringem Maße statt. Der Ort selbst diente jahrhundertelang als merkantiles, handwerkliches und kulturelles Zentrum für die inzwischen zumeist verschwundenen Weiler und Einzelgehöfte in seiner Umgebung. Heute spielt die Landwirtschaft immer noch die wichtigste Rolle im wirtschaftlichen Leben der Gemeinde, doch sind auch kleinere Handwerks- und Dienstleistungsbetriebe ansässig.

## Geschichte
Aufgrund der strategisch günstigen Lage in der Nähe zweier Flüsse (Río Jarama und Río Tajuña) dürften die meisten Völkerschaften der spanischen Geschichte auf dem Hügel von Titulcia ihre Spuren hinterlassen haben. Aufgrund der regelmäßigen Überbauungen ist bislang jedoch nicht viel zu Tage gefördert worden. Im Verlauf der Rückeroberung (reconquista) Toledos im Jahre 1085 unter Alfons VI. wurde auch Bayona del Tajuña, so der mittelalterliche Name des Ortes, wieder christlich. Der von Titus Livius überlieferte lateinische Name Titulcia wurde erst im Jahr 1814 wieder eingeführt.

## Sehenswürdigkeiten

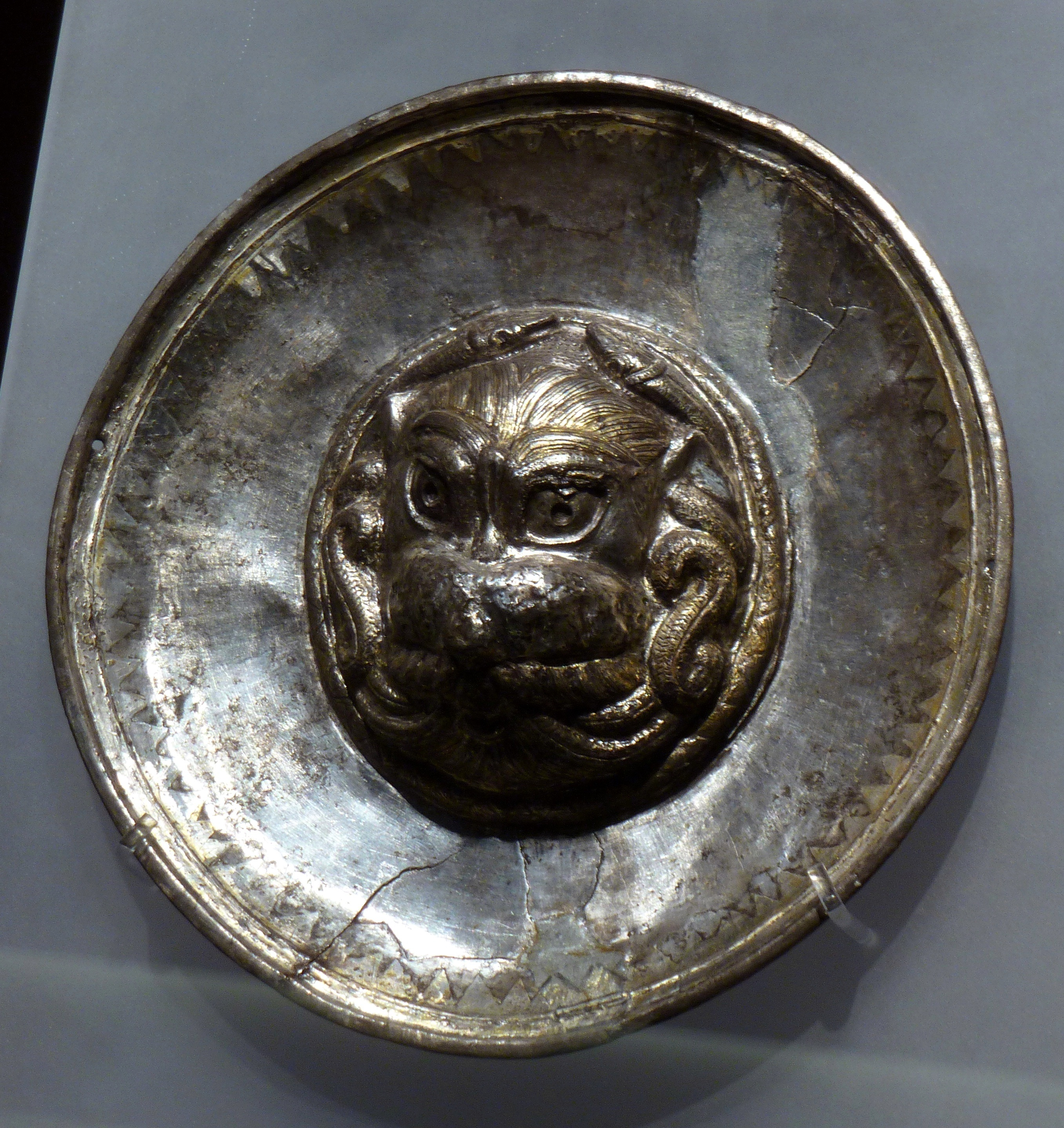
Pátera de Titulcia

- Die zeitlich wohl in das ausgehende Mittelalter oder in die Renaissance einzuordnende Cueva de la Luna befindet sich unter einem Restaurant inmitten der Altstadt.[5]
- Im Jahre 2009 wurde bei Grabungen in der Vorstadt neben einigen Keramikfunden eine silberne Schale (pátera) aus dem 4. oder 3. Jahrhundert v. Chr. entdeckt, die dem keltischen bzw. keltiberischen Volk der Carpetani zugeschrieben wird. Griechische Einflüsse sind sowohl im Thema (Medusenhaupt) als auch in der Metallbearbeitungstechnik erkennbar. Die Schale wird heute im Museo Arqueológico Regional de la Comunidad de Madrid (M.A.R.) in Alcalá de Henares gezeigt.[6]
- Die einschiffige Pfarrkirche (Iglesia de Santa María Magdalena) ist ein eher unscheinbarer Bau aus dem 16. Jahrhundert mit späteren Veränderungen; sie verfügt über zwei Eingänge. Das Altarbild zeigt eine Darstellung der Heiligen, die Jorge Manuel Theotokopoulos, dem Sohn El Grecos, zugeschrieben wird.[7][8][9]

Umgebung
- Die Ermita de la Soledad entstand zu Beginn des 16. Jahrhunderts auf Anordnung des Kardinals Cisneros.[10]